# Seisonidea
A Kerékszerv nélküliek osztálya (Seisonidea) a Kerekesférgek (Rotifera) törzsének egyik osztálya.

## Leírás
Az osztályba csak a Seison nem tagjai tartoznak és a fajok száma is kevés. Az európai tengerek lakói és a Nebalia nembe tartozó rákok kopoltyúira telepedve élnek. A fajokra jellemző, hogy a hímek majdnem akkorák, mint a nőstények. Csíramirigyeik párosak és nincsenek szikmirigyeik. Az osztály egyik képviselője a Seison annulatus, amely 3 mm hosszú. Tojásdad alakú fejre, keskeny nyakra és szélesebb, henger alakú törzsre tagolódik, amihez rövid, nyélszerű láb is kapcsolódik. A láb végén nyílik a tapadómirigy nyílása, amely segítségével a rákra tapad. A kerékszerv fejletlen, nem szolgál sem táplálkozásra, sem helyváltoztatásra. Az osztály tagjai a rákok kopoltyúin megtapadva szerves törmelékkel táplálkoznak, de kiszívják a rákok petéit is.